# Жеруйик (Алгинський район)
Жеруйи́к (каз. Жерұйық) — село у складі Алгинського району Актюбінської області Казахстану. Входить до складу Ушкудуцького сільського округу.
До 2008 року село називалось Лугове.
Населення — 208 осіб (2021; 200 у 2009, 183 у 1999, 235 у 1989).